# Solenta Aviation
Solenta Aviation — южноафриканская авиакомпания со штаб-квартирой в городе Лансерия (ЮАР), работающая на рынке чартерных пассажирских перевозок местного значения.
Портом приписки авиакомпании является Аэропорт Лансерия.

## Флот
По состоянию на апрель 2010 года воздушный флот авиакомпании Solenta Aviation составляли следующие самолёты:
- 1 ATR 42-300
- 2 ATR 42-300F — работают по договору с DHL Express
- 1 ATR 42-320 — в лизинге в авиакомпании Pelican Air Services
- 1 ATR 42-320F — работает по договору с DHL Express
- 1 ATR 72